# Том и Джери: Робин Худ и неговият весел мишок
„Том и Джери: Робин Худ и неговият весел мишок“ (на английски: Tom and Jerry: Robin Hood and His Merry Mouse) е американски анимационен филм с участието на седемкратния награден с Оскар дует „Котка и мишка“, Том и Джери, както и историческият и героичен хайдутин Робин Худ. Продуциран от Warner Bros. Animation and Turner Entertainment Co., филмът излиза на DVD и Blu-ray на 28 септември 2012 г.
Филмът е посветен на паметта на актьора, телевизионен и комичен писател и ръководителя на историите и сценариите, Ърл Крес, който почина на 19 септември 2011 г. от рак на черния дроб.

## Последващ филм
„Гигантското приключение на Том и Джери“ (Tom and Jerry's Giant Adventure) беше пуснат на 6 август 2013 г.

## В България
В България филмът е излъчен за първи път по HBO на 6 юли 2013 г.
По-късно е излъчен по Картун Нетуърк като част от „Картун Нетуърк Кино“ през 2016 г. Преведен е като „Том и Джери: Робин Худ и помощникът му Джери“.
През 2022 г. е достъпен в стрийминг платформата „Ейч Би О Макс“.

## Дублажи

### Войсоувър дублаж
| Обработка          | Доли Медия Студио                                        |
| ------------------ | -------------------------------------------------------- |
| Преводач           | Левка Грозданова                                         |
| Тонрежисьор        | Мартин Николов                                           |
| Озвучаващи артисти | Христо Бонин Татяна Етимова Тодор Георгиев Стоян Цветков |

### Нахсинхронен дублаж
| Роля                | Изпълнител                                     |
| ------------------- | ---------------------------------------------- |
| Робин Худ           | Мартин Герасков                                |
| Шерифът на Нотингам | Георги Стоянов                                 |
| Малкият Джон        | Георги Иванов                                  |
| Уил Скарлет         | Атанас Сребрев                                 |
| Принц Джон          | Николай Пърлев                                 |
| Девойката Мариан    | Ралица Стоянова                                |
| Крал Ричард         | Петър Върбанов                                 |
| Спайк               | Петър Върбанов                                 |
| Барни Мечока        | Теодор Елмазов                                 |
| Тин, Пан и Али      | Момчил Степанов Георги Стоянов Христо Димитров |
| Друпи               | Камен Асенов                                   |
| Отец Тък            | Георги Георгиев                                |

| Обработка              | Александра Аудио (2016) |
| ---------------------- | ----------------------- |
| Изпълнителен продуцент | Васил Новаков           |